# Lagrand
Lagrand ist eine ehemalige französische Gemeinde mit zuletzt 232 Einwohnern (Stand 2019) im Département Hautes-Alpes in der Region Provence-Alpes-Côte d’Azur. 
Mit Wirkung vom 1. Januar 2016 fusionierten die ehemaligen Gemeinden Eyguians, Lagrand sowie Saint-Genis und bildeten somit die Commune nouvelle Garde-Colombe.

## Geographie
Lagrand liegt sieben Kilometer von Laragne-Montéglin entfernt.

## Bevölkerungsentwicklung
| Jahr      | 1962 | 1968 | 1975 | 1982 | 1990 | 1999 | 2008 | 2013 |
| --------- | ---- | ---- | ---- | ---- | ---- | ---- | ---- | ---- |
| Einwohner | 230  | 230  | 229  | 212  | 221  | 268  | 280  | 266  |

## Sehenswürdigkeiten
- Église de la Nativité-de-Notre-Dame, im 12. Jahrhundert erbaute romanische Kirche, Monument historique

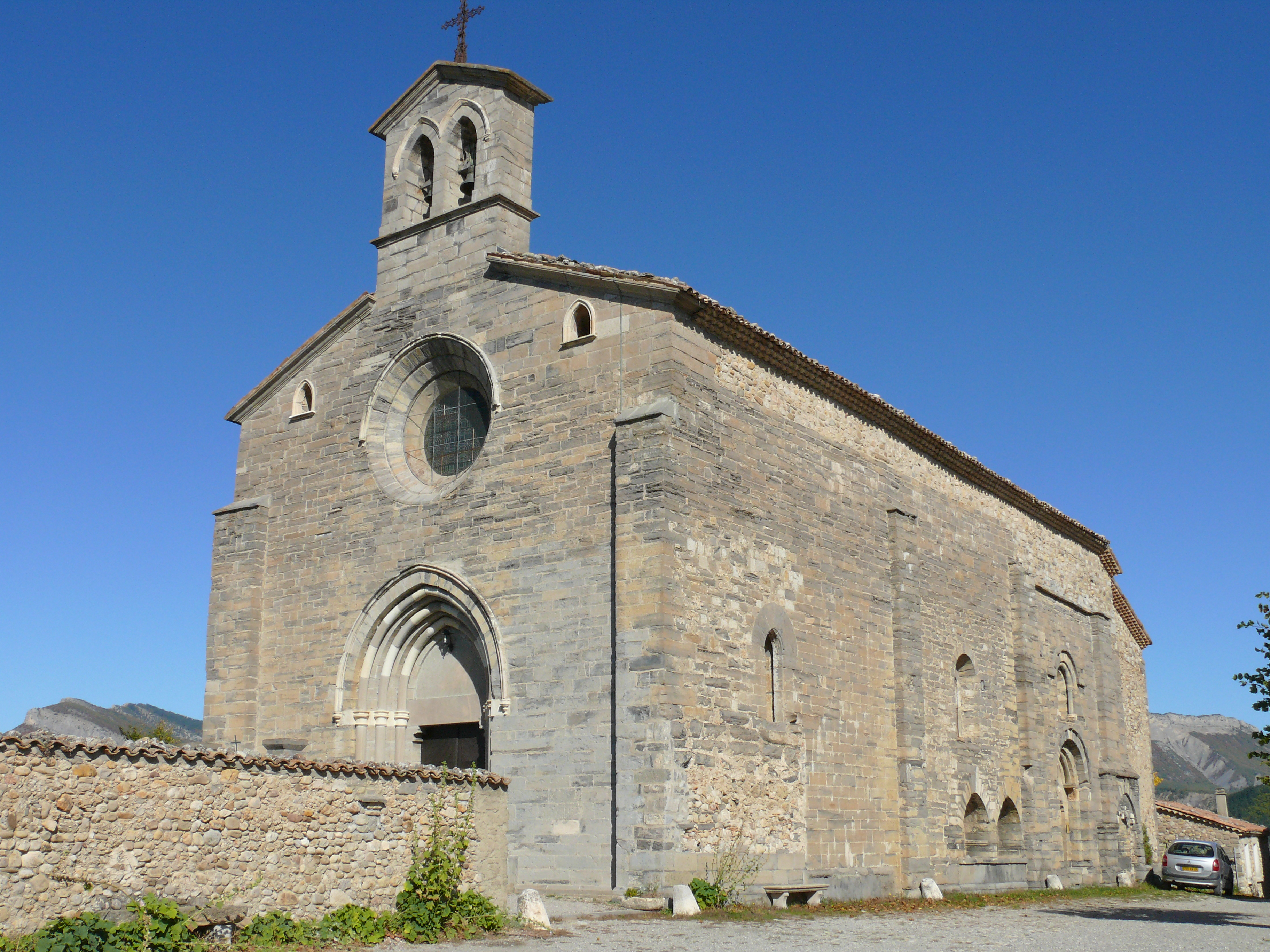
Kirche Nativité-de-Notre-Dame
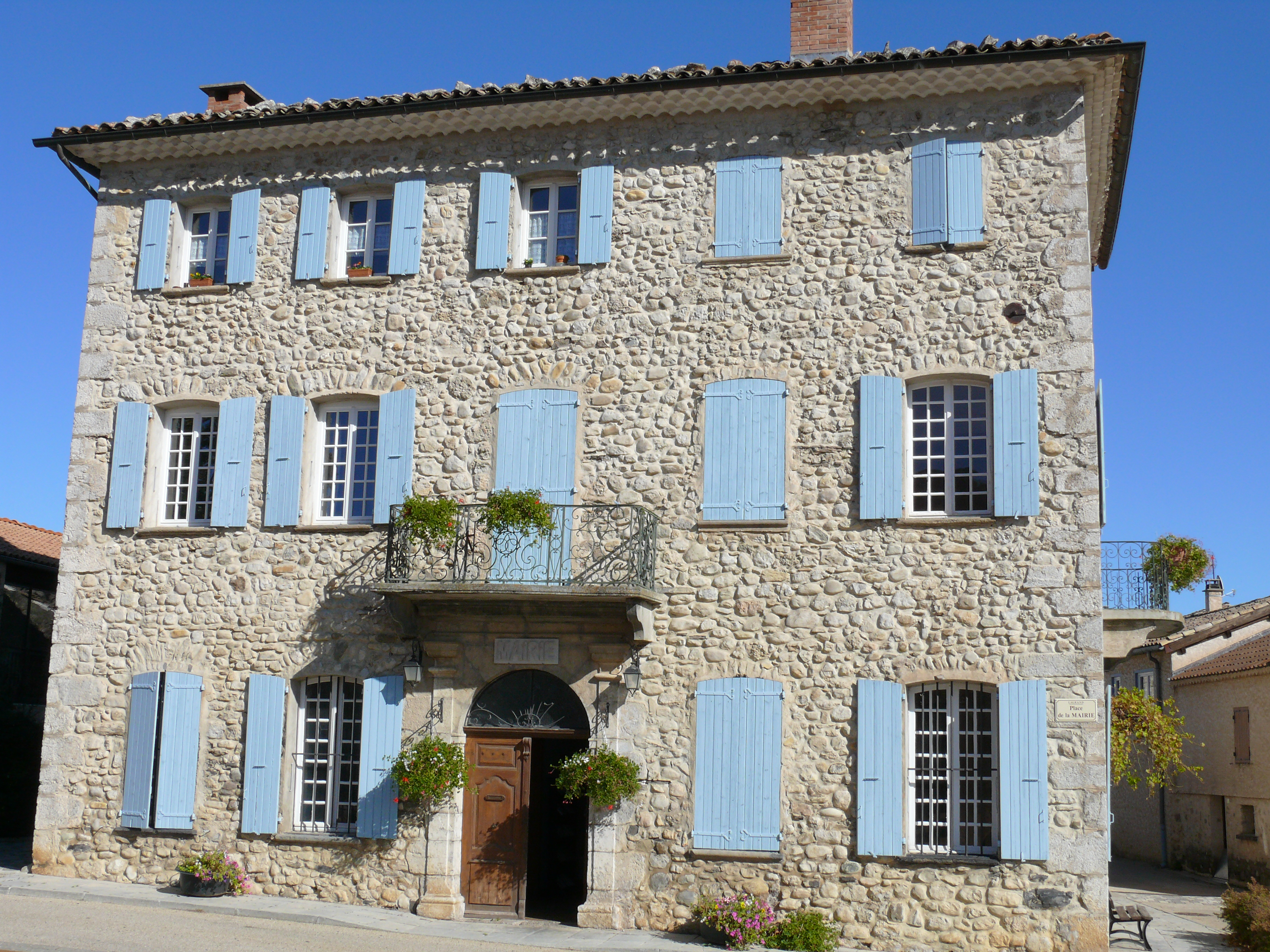
Ehemalige Mairie